# Danh sách trò chơi Game Boy bán chạy nhất
Đây là một danh sách chưa hoàn tất, và có thể sẽ không bao giờ thỏa mãn yêu cầu hoàn tất. Bạn có thể đóng góp bằng cách mở rộng nó bằng các thông tin đáng tin cậy.
Đây là danh sách các trò chơi điện tử dành cho máy chơi trò chơi điện tử cầm tay Game Boy và Game Boy Color đã bán hoặc vận chuyển ít nhất một triệu bản, bao gồm các trò chơi có số liệu bán hàng đã được công bố, và các trò chơi đã nhận được nhãn Lựa chọn của người chơi vì đã bán được một triệu đơn vị. Trò chơi bán chạy nhất trên Game Boy và Game Boy Color là Pokémon Red/Green/Blue/Yellow, được phát hành vào năm 1996 và bán được hơn 46 triệu đơn vị trên toàn thế giới. Tựa game bán chạy thứ hai là Tetris; được phát hành lần đầu tại Nhật Bản vào ngày 14 tháng 6 năm 1989,  Tetris thường đi kèm với Game Boy gốc và tiếp tục bán được hơn 35 triệu đơn vị trên toàn thế giới. Tiếp theo là trò chơi Game Boy Color bán chạy nhất, Pokémon Gold/Silver/Crystal, đã bán được hơn {{nowrap|29 triệu} tổng cộng } đơn vị. Top 5 được làm tròn bởi trò chơi Super Mario đầu tiên của hệ máy, Super Mario Land, đã bán hơn 18 triệu đơn vị trên toàn thế giới, and Dr. Mario with over 5.34 million units sold.
Có tổng cộng 67 trò chơi Game Boy và Game Boy Color trong danh sách được xác nhận đã bán hoặc vận chuyển ít nhất một triệu đơn vị. Trong số này, 20 trò chơi được phát triển bởi các bộ phận phát triển nội bộ của Nintendo. Các nhà phát triển khác có nhiều trò chơi bán được hàng triệu bản nhất bao gồm Capcom với bảy trò chơi, cũng như Game Freak, Rare và Tose với năm trò chơi mỗi trò chơi trong danh sách 67. Trong số 67 trò chơi trong danh sách này, 48 trò chơi đã được xuất bản ở một hoặc nhiều khu vực bởi Nintendo. Các nhà xuất bản khác có nhiều trò chơi bán được hàng triệu bản bao gồm Konami với ba trò chơi và Bandai và Enix với hai trò chơi mỗi bên. Các nhượng quyền phổ biến nhất trên Game Boy và Game Boy Color bao gồm Pokémon (84,54 triệu đơn vị kết hợp), Tetris (38,12 triệu đơn vị kết hợp), Super Mario (34,39 triệu đơn vị kết hợp), Donkey Kong (12,55 triệu đơn vị kết hợp) và Kirby (10,91 triệu đơn vị kết hợp).

## Danh sách
| † | Trò chơi là đi kèm với bảng điều khiển Game Boy hoặc Game Boy Color trong suốt thời gian tồn tại của nó |

Bản mẫu:Srn
| Trò chơi                                                 | (Các) nhà phát triển              | Nhà phát hành | Hệ máy | Ngày phát hành       | Doanh thu  | Ref.        |
| -------------------------------------------------------- | --------------------------------- | ------------- | ------ | -------------------- | ---------- | ----------- |
| Pokémon Red / Green / Blue / Yellow                      | Game Freak                        | Nintendo      | GB     | 27 tháng 2 năm 1996  | 46,020,000 | [ 1 ] [ 2 ] |
| Tetris †                                                 | Nintendo R&D1                     | Nintendo      | GB     | 14 tháng 6 năm 1989  | 35,000,000 | [ 3 ]       |
| Pokémon Gold / Silver / Crystal                          | Game Freak                        | Nintendo      | GBC    | 21 tháng 11 năm 1999 | 29,490,000 | [ 2 ]       |
| Super Mario Land                                         | Nintendo R&D1                     | Nintendo      | GB     | 21 tháng 4 năm 1989  | 18,140,000 | [ 4 ]       |
| Super Mario Land 2: 6 Golden Coins                       | Nintendo R&D1                     | Nintendo      | GB     | 21 tháng 10 năm 1992 | 11,180,000 | [ 4 ]       |
| Dr. Mario                                                | Nintendo R&D1                     | Nintendo      | GB     | 27 tháng 7 năm 1990  | 5,340,000  | [ 5 ]       |
| Pokémon Pinball                                          | Jupiter                           | Nintendo      | GBC    | 14 tháng 4 năm 1999  | 5,310,000  | [ 6 ]       |
| Wario Land: Super Mario Land 3                           | Nintendo R&D1                     | Nintendo      | GB     | 21 tháng 1 năm 1994  | 5,190,000  | [ 6 ]       |
| Kirby's Dream Land                                       | HAL Laboratory                    | Nintendo      | GB     | 27 tháng 4 năm 1992  | 5,130,000  | [ 6 ]       |
| Super Mario Bros. Deluxe                                 | Nintendo EAD                      | Nintendo      | GBC    | 1 tháng 5 năm 1999   | 5,070,000  | [ 6 ]       |
| The Legend of Zelda: Oracle of Seasons và Oracle of Ages | Flagship                          | Nintendo      | GBC    | 27 tháng 2 năm 2001  | 3,960,000  | [ 7 ]       |
| Donkey Kong Land                                         | Rare                              | Nintendo      | GB     | 26 tháng 6 năm 1995  | 3,910,000  | [ 6 ]       |
| The Legend of Zelda: Link's Awakening †                  | Nintendo EAD                      | Nintendo      | GB     | 6 tháng 6 năm 1993   | 3,830,000  | [ 7 ]       |
| Pokémon Trading Card Game                                | Hudson Soft Creatures Inc.        | Nintendo      | GBC    | 18 tháng 12 năm 1998 | 3,720,000  | [ 6 ]       |
| F-1 Race                                                 | Nintendo R&D1                     | Nintendo      | GB     | 9 tháng 11 năm 1990  | 3,410,000  | [ 6 ]       |
| Yoshi                                                    | Game Freak                        | Nintendo      | GB     | 14 tháng 12 năm 1991 | 3,120,000  | [ 6 ]       |
| Donkey Kong                                              | Nintendo EAD Pax Softnica         | Nintendo      | GB     | 14 tháng 6 năm 1994  | 3,070,000  | [ 6 ]       |
| Tamagotchi ( Game de Hakken!! Tamagotchi)                | Bandai                            | Bandai        | GB     | 1997                 | 3,000,000  | [ 8 ]       |
| Yu-Gi-Oh! Duel Monsters 4: Battle of Great Duelists      | Konami                            | Konami        | GBC    | 7 tháng 12 năm 2000  | 2,500,000  | [ 9 ]       |
| Yu-Gi-Oh! Dark Duel Stories                              | Konami                            | Konami        | GBC    | 13 tháng 7 năm 2000  | 2,396,518  | [ c ]       |
| Kirby's Dream Land 2                                     | HAL Laboratory                    | Nintendo      | GB     | 21 tháng 3 năm 1995  | 2,360,000  | [ 6 ]       |
| Donkey Kong Land 2                                       | Rare                              | Nintendo      | GB     | 23 tháng 9 năm 1996  | 2,350,000  | [ 6 ]       |
| Dragon Warrior Monsters                                  | Tose                              | Enix          | GBC    | 25 tháng 9 năm 1998  | 2,350,000  | [ 12 ]      |
| The Legend of Zelda: Link's Awakening DX                 | Nintendo EAD                      | Nintendo      | GBC    | 12 tháng 12 năm 1998 | 2,220,000  | [ 7 ]       |
| Wario Land 3                                             | Nintendo R&D1                     | Nintendo      | GBC    | 21 tháng 3 năm 2000  | 2,200,000  | [ 6 ]       |
| Kirby's Pinball Land                                     | HAL Laboratory                    | Nintendo      | GB     | 27 tháng 11 năm 1993 | 2,190,000  | [ 6 ]       |
| Donkey Kong Country                                      | Rare                              | Nintendo      | GBC    | 4 tháng 11 năm 2000  | 2,190,000  | [ 6 ]       |
| Golf                                                     | Nintendo                          | Nintendo      | GB     | 28 tháng 11 năm 1989 | 2,120,000  | [ 6 ]       |
| Tennis                                                   | Nintendo R&D1                     | Nintendo      | GB     | 29 tháng 5 năm 1989  | 1,990,000  | [ 6 ]       |
| Alleyway                                                 | Nintendo R&D1 Intelligent Systems | Nintendo      | GB     | 21 tháng 4 năm 1989  | 1,940,000  | [ 6 ]       |
| Tetris DX                                                | Nintendo R&D1                     | Nintendo      | GBC    | 21 tháng 10 năm 1998 | 1,880,000  | [ 6 ]       |
| Metroid II: Return of Samus                              | Nintendo R&D1                     | Nintendo      | GB     | tháng 11 năm 1991    | 1,720,000  | [ 6 ]       |
| Baseball                                                 | Nintendo R&D1                     | Nintendo      | GB     | 21 tháng 4 năm 1989  | 1,610,000  | [ 6 ]       |
| Yu-Gi-Oh! Duel Monsters                                  | Konami                            | Konami        | GB     | 16 tháng 12 năm 1998 | 1,610,000  | [ 13 ]      |
| Dragon Warrior Monsters 2                                | Tose                              | Enix          | GBC    | 9 tháng 3 năm 2001   | 1,570,000  | [ 12 ]      |
| Yoshi's Cookie                                           | Bullet-Proof Software             | Nintendo      | GB     | 21 tháng 11 năm 1992 | 1,530,000  | [ 6 ]       |
| Wario Land II                                            | Nintendo R&D1                     | Nintendo      | GB     | 1 tháng 3 năm 1998   | 1,480,000  | [ 6 ]       |
| Game de Hakken!! Tamagotchi 2                            | Bandai                            | Bandai        | GB     | 1997                 | 1,450,000  | [ 9 ]       |
| Yu-Gi-Oh! Duel Monsters II: Dark Duel Stories            | Konami                            | Konami        | GBC    | 8 tháng 7 năm 1999   | 1,450,000  | [ 9 ]       |
| DuckTales                                                | Capcom                            | Capcom        | GB     | 21 tháng 9 năm 1990  | 1,430,000  | [ 14 ]      |
| The Final Fantasy Legend                                 | Square                            | Square        | GB     | 15 tháng 12 năm 1989 | 1,370,000  | [ 12 ]      |
| Yakuman                                                  | Intelligent Systems               | Nintendo      | GB     | 21 tháng 4 năm 1989  | 1,280,000  | [ 6 ]       |
| Tetris 2                                                 | Nintendo R&D1 Tose                | Nintendo      | GB     | tháng 12 năm 1993    | 1,240,000  | [ 6 ]       |
| Kirby Tilt 'n' Tumble                                    | Nintendo R&D2                     | Nintendo      | GBC    | 23 tháng 8 năm 2000  | 1,230,000  | [ 6 ]       |
| Game & Watch Gallery 2                                   | Tose                              | Nintendo      | GBC    | 27 tháng 9 năm 1997  | 1,220,000  | [ 6 ]       |
| Game & Watch Gallery 3                                   | Tose                              | Nintendo      | GBC    | 8 tháng 4 năm 1999   | 1,220,000  | [ 6 ]       |
| Solar Striker                                            | Minakuchi Engineering             | Nintendo      | GB     | 26 tháng 1 năm 1990  | 1,200,000  | [ 6 ]       |
| Mario Tennis                                             | Camelot Software Planning         | Nintendo      | GBC    | 1 tháng 11 năm 2000  | 1,180,000  | [ 6 ]       |
| Qix                                                      | Minakuchi Engineering             | Nintendo      | GB     | 13 tháng 4 năm 1990  | 1,150,000  | [ 6 ]       |
| Super R.C. Pro-Am                                        | Rare                              | Nintendo      | GB     | tháng 6 năm 1991     | 1,140,000  | [ 6 ]       |
| Donkey Kong Land III                                     | Rare                              | Nintendo      | GB     | 27 tháng 10 năm 1997 | 1,030,000  | [ 6 ]       |
| The Bugs Bunny Crazy Castle                              | Kemco                             | Kemco         | GB     | 5 tháng 9 năm 1989   | 1,000,000  | [ 15 ]      |
| The Bugs Bunny Crazy Castle 2                            | Kemco                             | Kemco         | GB     | 26 tháng 4 năm 1991  | 1,000,000  | [ 15 ]      |
| Mickey's Dangerous Chase                                 | Now Production                    | Capcom        | GB     | 15 tháng 5 năm 1991  | 1,000,000  | [ 15 ]      |
| The Little Mermaid                                       | Capcom                            | Capcom        | GB     | 19 tháng 7 năm 1991  | 1,000,000  | [ 15 ]      |
| Mega Man: Dr. Wily's Revenge                             | Minakuchi Engineering             | Capcom        | GB     | 26 tháng 7 năm 1991  | 1,000,000  | [ 15 ]      |
| Mega Man II                                              | Japan System House                | Capcom        | GB     | 20 tháng 12 năm 1991 | 1,000,000  | [ 15 ]      |
| Wave Race                                                | Nintendo EAD Pax Softnica         | Nintendo      | GB     | 1 tháng 7 năm 1992   | 1,000,000  | [ 15 ]      |
| Star Wars                                                | NMS Software                      | Capcom        | GB     | tháng 11 năm 1992    | 1,000,000  | [ 15 ]      |
| DuckTales 2                                              | Make Software                     | Capcom        | GB     | 23 tháng 4 năm 1993  | 1,000,000  | [ 15 ]      |
| Mickey Mouse: Magic Wands!                               | Kemco                             | Kemco         | GB     | 22 tháng 12 năm 1993 | 1,000,000  | [ 15 ]      |
| Space Invaders                                           | Taito                             | Nintendo      | GB     | 1994                 | 1,000,000  | [ 15 ]      |
| The Smurfs                                               | Bit Managers                      | Infogrames    | GB     | 1994                 | 1,000,000  | [ 15 ]      |
| Street Fighter II                                        | Sun L                             | Nintendo      | GB     | 11 tháng 8 năm 1995  | 1,000,000  | [ 15 ]      |
| Game & Watch Gallery                                     | Tose                              | Nintendo      | GB     | 1 tháng 2 năm 1997   | 1,000,000  | [ 6 ]       |
| James Bond 007                                           | Saffire                           | Nintendo      | GB     | 29 tháng 1 năm 1998  | 1,000,000  | [ 15 ]      |